# Basil Pennington
Basil Pennington (* 28. Juli 1931 in Queens; † 3. Juni 2005 in Worcester, Massachusetts) war ein US-amerikanischer römisch-katholischer Theologe, Trappist, Abt und geistlicher Autor.

## Leben und Werk

### Mönch
Robert Pennington besuchte bis 1950 Schulen in Brooklyn. 1951 trat er in die Trappistenabtei Spencer ein und nahm den Ordensnamen Basil (auch: Mary Basil oder M. Basil) an. 1956 legte er die feierliche Profess ab, 1957 wurde er zum Priester geweiht. Dann erwarb er in Rom (Päpstliche Universität Heiliger Thomas von Aquin) ein Lizentiat in Theologie. Von 1959 bis 1961 unterrichtete er in seinem Kloster Theologie. Er studierte wieder in Rom (Päpstliche Universität Gregoriana) und schloss 1963 im Fach Kirchenrecht ab. Er lehrte sein Fach in Spencer und gehörte ab 1967 zur Kirchenrechtskommission des Ordens. Ab 1978 war er verantwortlich für die Berufungspastoral. 1986–1989 war er Mönch und 2000–2001 Oberer der Trappistenabtei Ava. 1991–1998 lebte er im Kloster Lantao. 2001–2002 war er gewählter Abt der Trappistenabtei Conyers. Im Juli 2002 legte er sein Amt nieder und kehrte nach Spencer zurück. Er starb im Alter von 73 Jahren an den Folgen eines Autounfalls.

### Herausgeber und Autor
Pennington machte sich einen Namen als außerordentlich fruchtbarer Verfasser geistlicher Schriften, die zum Teil in mehrere Sprachen übersetzt wurden. Unter dem Einfluss von Thomas Merton entwickelte er zusammen mit Abt Thomas Keating und William Meninger (* 1930, ab 1979 in der Trappistenabtei Snowmass) eine besondere Methode der Meditation, das Centering Prayer. Pennington begründete 1968 die Publikationsreihe Cistercian Fathers Series und stand am Anfang der Cistercian Publications. 1973 gründete er das Institute of Cistercian Studies der Western Michigan University in Kalamazoo. 2008 wurde ihm eine Gedächtnisschrift gewidmet.

## Werke

### Zu Lebzeiten
- Daily we touch Him. Practical religious experiences. Doubleday, Garden City, NJ 1977.
  - (italienisch) Respiriamo dio ogni giorno. Esperienze religiose pratiche. Rom 1978, 1980.
  - (portugiesisch) Deus ao alcance das mãos. Experiências religiosas práticas. São Paulo 1978, 1980.
- O holy mountain! Journal of a retreat on Mount Athos. Doubleday, New York, NY 1978.
  - (Neufassung) The monks of Mount Athos. A Western monk’s extraordinary spiritual journey on eastern holy ground. Woodstock, Vt., 2003, 2010.
  - (französisch) Ô Sainte Montagne ! Journal d’une retraite sur le mont Athos. Éditions du Cerf, Paris 1981.
- (mit anderen) Finding grace at the center. St. Bede Publications, Still River, Mass., 1978, Woodstock, Vt., 2007, 2016.
  - (französisch) Trouver la grâce au centre. Prière centralisante. Montréal 1996.
- Centering prayer. Renewing an ancient Christian prayer form. Complete and unabridged. Doubleday, New York 1980.
  - (spanisch) La Oración centrante. Renovación de una antigua manera de orar. Madrid 1986.
  - (französisch) La prière de silence. Renouveler une forme traditionnelle de prière chrétienne. Ottawa 2006.
  - (italienisch) La preghiera centrica. Che cos’è, come la si vive. Mailand 2007.
- Jubilee, a monk’s journal. Paulist Press, New York, NY 1981.
- Monastic journey to India. The Seabury Press, New York, NY 1982.
- The last of the Fathers. The Cistercian Fathers of the 12th century. A collection of essays. St. Bede’s,  Still River, MA 1983.
- Called. New thinking on Christian vocation. The Seabury Press, New York, NY 1983.
- Monastery. Prayer, work, community. Harper and Row, San Francisco, CA 1983.
- The eucharist yesterday and today. Crossroad, New York, NY 1984.
- The manual of life. The New Testament for daily living. New York, NY 1985.
- In Peter’s footsteps. Learning to be a disciple. Doubleday, Garden City, NJ 1985.
- Breaking bread. The table talk of Jesus. Harper and Row, San Francisco, CA 1986.
- Thomas Merton, brother monk. The quest for true freedom. Harper and Row, San Francisco, CA 1987.
- Mary today. The challenging woman. Doubleday, Garden City, New York, NY 1987.
- Prayertimes. Morning, midday, evening. Garden City, NJ 1987.
  - (überarbeitet) The abbey prayer book. Liguori, MO 2002.
- A retreat with Thomas Merton. Warwick 1988. New York, NY 1995 (On retreat with Thomas Merton)
  - (Neufassung) Engaging the world with Merton. On retreat in Tom’s hermitage. Paraclete, Brewster, MA 2005.
  - (spanisch) Un retiro espiritual con Thomas Merton. Buenos Aires 1994.
- Through the year with the saints. Doubleday, New York 1988, 2011.
- Monastic life. A short history of monasticism and its spirit. St. Bede’s Publications, Petersham, MA 1989.
- Long on the journey. The reflections of a pilgrim. Our Sunday Visitor, Huntington, IN 1989.
- The monastic way. Crossroad, New York, NY 1990.
- Light from the cloister. New York, NY 1991.
- Praying by hand. Rediscovering the rosary as a way of prayer. Harper, San Francisco, CA 1991.
  - (Neufassung) 20 mysteries of the Rosary. A scriptural journey. Liguori, MO 2003.
  - (spanisch) 20 misterios del rosario. Un viaje a través de las escritures. Se incluyen oraciones del rosario. Bonum, Buenos Aires 2005.
- The fifteen mysteries in image and word. Huntington, IN 1993.
- Vatican II. We’ve only just begun. Crossroad, New York, NY 1994.
- (mit Yael Katzir) Bernard of Clairvaux. A saint’s life in word and image. Our Sunday Visitor, Huntington, IN 1994.
- Lessons from the monastery that touch your life. Paulist Press, New York, NY 1994.
  - (spanisch) La Vida desde el monasterio. Desclée de Brouwer, Bilbao 1998.
- Thomas Merton. My brother. His journey to freedom, compassion and final integration. New City, London 1996.
- Lectio divina. Renewing the ancient practice of praying the Scriptures. Crossroad, New York, NY 1998.
- Living in the question. Continuum, New York, NY 1999.
- True self/false self. Unmasking the spirit within. Crossroad, New York, NY 2000.
- The Eucharist. Wine of faith, bread of life. Liguori/Triumph, Liguori, MO 2000.
- A school of love. The Cistercian way to holiness. Canterbury Press, Norwich, CT 2000.
- Poetry as prayer. The Psalms. Boston, MA 2001.
- Seeking His mind. 40 meetings with Christ. Paraclete Press, Brewster, MA 2002.
- Who do you say I am? Meditations on Jesus’ questions in the Gospels. Hyde Park, New York, NY 2004.

### Postum
- Psalms. A spiritual commentary. Meditations. Woodstock, Vt., 2006.
- Journey in a Holy Land. A spiritual journal. Paraclete, Brewster, Mass., 2006.
- Listen with your heart. Deepen your spiritual life with the rule of Saint Benedict. Paraclete, Brewster, Mass., 2007.
- The Christ Chaplain. The way to a deeper, more effective hospital ministry. Hrsg. von Robert John Pennington. Haworth Pastoral Press, Binghamton, N.Y., 2007.
- Transformation in prayer. 99 sayings by M. Basil Pennington. Hrsg. von Jean Maalouf. New City Press, Hyde Park, N.Y., 2009.

### Herausgeber
- (Hrsg.) The Cistercian spirit. A symposium in memory of Thomas Merton. Cistercian Publications, Spencer, Mass., 1969.
- (Hrsg.) The Works of Bernard of Clairvaux: Treatises, I.  (Cistercian Fathers Series, Number One). Cistercian Publications, Spencer, Mass., 1970.
- (Hrsg.) Studies in medieval Cistercian history. Cistercian Publications, Spencer, Mass., 1971.
- (Hrsg.) Rule and life. An interdisciplinary symposium. Cistercian Publications, Spencer, Mass., 1971.
- (Hrsg.) Contemplative community. An interdisciplinary symposium. Cistercian publications, Washington, D.C., 1972.
- (Hrsg.) Bernard of Clairvaux. Studies presented to Jean Leclercq. Cistercian publications, Washington, D.C., 1973.
- (Hrsg.) Prayer and libération. The ecumenical institute of spirituality. Alba, Canfield 1976.
- (Hrsg.) One yet two. Monastic tradition east and west. Orthodox-cistercian symposium, Oxford Univ., 26. August – 1. September 1973. Kalamazoo 1976.
- (Hrsg.) Saint Bernard of Clairvaux. Studies commemorating the eighth centenary of his canonization. Cistercian Publications, Kalamazoo, Michigan, 1977.
- (Hrsg.) The living testament. The essential writings of Christianity since the Bible. Harper and Row, San Francisco 1985.
- (Hrsg.) Thomas Merton’s journey. Toward an integrated humanity. Cistercian Publications, Kalamazoo, Mich., 1988.
- (Hrsg.) Bernard of Clairvaux: A lover teaching the way of love. Selected writings. New City, New York 1997.
- (Hrsg.) Aelred of Rievaulx: The way of Friendship. New City Press, Canada 2000.
- (Hrsg.) Thomas Merton: I have seen what I was looking for. Selected spiritual writings. Hyde Park, New York, 2005.